# Luci Corneli Escipió Asiagen Emilià
Luci Corneli Escipió Asiagen Emilià (en llatí: Lucius Cornelius Scipio Asiagenus Aemilianus) va ser un senador romà del segle i aC. Pel que sembla, era fill de Marc Emili Lèpid (cònsol 78 aC), de manera que era germà de Lèpid el triumvir. Posteriorment, fou adoptat, ja de gran, per un membre de la família dels Escipions, raonablement Luci Corneli Escipió Asiagen, cònsol el 83 aC.
Únicament és esmentat una vegada, lluitant al costat del seu pare Emili Lèpid contra l'aristocràcia, i va morir en un dels combats l'any 77 aC.